# 周家拳
周家拳是嶺南武林之一拳派，創於清末民初的周龍先生，拳法參合洪拳和蔡家拳，当时岭南武林称此拳派为洪头蔡尾。
周龍有4位弟弟周協、周彪、周海、周田，1920年代稱為「周家五虎」。周龍祖籍廣東省新會縣沙富鄉，原本是農夫，農閒時寄託於習武。由周龍之叔父周雄，從洪拳學得武學，再傳授周龍等人。周龍其後又拜肇慶蔡九公學蔡家拳，因此將洪蔡兩家拳法融會貫通，自成一家。

## 公職
1913年黑旗軍福軍統領李福林，請周龍為福軍國術教練，並贈與周家武館「振武堂」。
1. ↑  倪秋敏. . www.sohu.com. 2020-10-14  [2024-01-02]. （原始内容存档于2024-01-02）.